# Churchill (film)
Churchill è un film britannico del 2017 diretto da Jonathan Teplitzky.
La pellicola segue le vicende del Primo ministro britannico Winston Churchill, interpretato da Brian Cox, nel giugno 1944, nelle ore che precedono il D-Day nella Seconda guerra mondiale.

## Distribuzione
Il film è stato presentato in anteprima il 25 aprile 2017 al Festival Internacional de Cinema de Barcelona-Sant Jordi (BCN FILM FEST) e distribuito nelle sale statunitensi il 2 giugno 2017.